# Ford Ikon
La Ford Ikon est une automobile construite par Ford en trois versions entre 1999 et 2011.

## Première génération (1999-2011)
La première génération de Ford Ikon a été lancée en novembre 1999, dans la capitale indienne de New Delhi. La Ford Ikon était la version à coffre de la Ford Fiesta de quatrième génération, vendue en Europe entre 1999 et 2008. Apparemment, elle a été spécifiquement conçue pour le marché indien, après que les responsables de la société ont reconnu qu'une voiture plus adaptée pourrait avoir plus de succès que les modèles mondiaux sur ce marché. Les Ikon du Mexique et d’Afrique du Sud étaient étroitement basées sur la Ford Fiesta européenne, ce qui les aurait rendues vendables aux consommateurs européens. Elle était produite dans l'usine Ford située à Chennai en Inde. La Ikon vendue en Inde bénéficie de suspensions, d’un intérieur et d’une structure de moins bonne qualité, car meilleur marché. La Ikon vendue en Chine se situait entre les deux.
Elle a également été commercialisée en Amérique du Sud et en Chine, où elle était connue sous le nom de Ford Fiesta Sedan. Début 2001, elle a également commencé l'assemblage en Afrique du Sud et au Mexique. En Chine, elle a été assemblée à partir de 2003, dans l'usine Ford de Changan. Sur ce marché, elle comportait une transmission automatique à quatre vitesses, ainsi que d'autres fonctionnalités telles que l'ABS avec répartition électronique de la force de freinage, lecteur CD, rétroviseurs électriques, verrouillage centralisé à distance, alarme antivol et airbags frontaux.
Au Mexique, au Brésil et en Chine, la Ikon était vendue en tant que Fiesta. Au Brésil, elle a été remplacée par un nouveau modèle à 4 portes basé sur la Fiesta Sud-Africaine. En Afrique du Sud, elle a été remplacée par un modèle 4 portes différent, basé sur la Fiesta vendue depuis 2003 en Europe (bien que légèrement différente extérieurement) et fabriquée en Inde. Ce véhicule est badgé Fiesta en Inde et n’a pas remplacé la Ikon sur le marché indien.
Elle était propulsée par un moteur essence de 1,3 litre, avec un seul arbre à cames en tête et injection électronique de carburant, capable de générer 69 ch (51 kW).
Des variantes supplémentaires, un moteur essence de 1,6 litre et un moteur diesel de 1,8 litre, ont été lancés fin 2002 et en 2003, respectivement.
La version Flair, mieux équipée, comportait une direction assistée, vitres électriques, climatisation, verrouillage centralisé, tachymètre, poutres résistantes aux chocs latéraux et nouvelle option de couleur bleu jeans.
Un Ikon Estate 7 places a commencé le développement fin 1998, et un modèle a été présenté en mars 1999. Cependant, les restrictions de la finition ont causé des proportions défavorables que les concepteurs ont eu du mal à contourner, et le projet a été annulé peu de temps après.
La production a cessé en décembre 2006 en Afrique du Sud, en septembre 2007 au Mexique et en 2007 en Chine.
La Ford Ikon au Mexique
Ford a continué la production de l’Ikon à Cuautitlan Mexico jusqu’en septembre 2007. La production de l’Ikon cessa début 2008 et fut renouvelée après.

### Lifting
En novembre 2008, elle a eu un nouveau look et elle a eu un nouveau moteur diesel, de la famille des moteurs Duratorq, à injection à rampe commune. Il complétait le bloc essence de 1,3 litre et il était capable de fournir 68 ch (51 kW) et 160 N m de couple.
Parmi les caractéristiques de ce modèle, il y avait un lecteur CD/MP3, housses de siège repensées, aileron arrière, jantes en alliage, verrouillage centralisé par télécommande, un nouveau combiné d'instruments avec affichage LCD du compteur kilométrique et rétroviseurs extérieurs réglables depuis l'intérieur. À l'extérieur, elle comportait de nouveaux phares redessinés, feux arrière clairs et pas de moulures sur les portes. Le coffre avait une capacité de 400 dm3.
Elle a été retirée de la production début 2011 après le lancement de la sixième génération de la Ford Fiesta en Inde. La Ford Fiesta Classic (la Fiesta de cinquième génération sous forme de berline à malle, vendue en Inde depuis 2005) a effectivement pris la place de l'Ikon sur le marché.

## Deuxième génération (2007-2015)
La cinquième génération de la Ford Fiesta a donné naissance à deux modèles avec un style de carrosserie berline à malle, l'un en Inde et l'autre au Brésil. Elles étaient toutes deux commercialisées sous la plaque signalétique Ford Fiesta dans leur pays d'origine, mais sur certains marchés particuliers, elles étaient exportées sous le nom de nouvelle Ford Ikon (notamment en Afrique du Sud et au Mexique). De plus, une version redessinée et à hayon de la même génération de la Ford Fiesta, produite en Inde et commercialisée sous le nom de Ford Figo, est également exportée sous le nom de Ford Ikon au Mexique.

### Inde et Afrique du Sud
En Inde, la nouvelle génération de Ford Fiesta a été lancée en octobre 2005. Ce modèle n'était disponible qu'en berline à malle et présentait un design extérieur différent du modèle sorti en Europe, mais elle avait un intérieur relativement similaire.
Ce même modèle est sorti en Afrique du Sud sous le nom de nouvelle Ford Ikon en septembre 2007. Elle était propulsée par un moteur essence de 1,4 litre ou de 1,6 litre, tous deux à double arbre à cames en tête et avec quatre soupapes par cylindre, ou par un moteur turbodiesel à rampe commune de 1,4 litre. Les trois moteurs étaient couplés à une boîte de vitesses manuelle à cinq rapports.
La voiture a fait peau neuve en juin 2008, les modifications étant adoptées en Afrique du Sud en février 2009. Elle a reçu une face avant révisée (photo), nouvelles jantes en alliage de 15 pouces et nouvelles spécifications d'intérieures et de garnitures.
Ses dimensions sont : empattement de 2 486 mm, longueur de 4 282 mm, largeur de 1 686 mm et hauteur de 1 458 mm. La capacité du coffre a été augmentée à 430 dm3.

### Brésil et Mexique
Au Brésil, la version berline à malle de la cinquième génération de Ford Fiesta a été introduite en septembre 2004, étant également commercialisée dans le reste de l'Amérique latine (y compris le Mexique). Ce modèle présentait le même design frontal que le modèle sorti en Europe. Contrairement à d'autres pays, l'Ikon était commercialisée sous le nom de Fiesta Sedan en Amérique du Sud. Elle a été restylée en janvier 2007, et à nouveau en avril 2010.
Ce deuxième lifting a été introduit au Mexique sous le nom de nouvelle Ford Ikon au cours de la même année. Elle a été suivie d'une version à hayon, commercialisée sous le nom d'Ikon Hatch, qui est sortie un an plus tard. Cette dernière a un design avant différent de celui de la berline à malle et elle est importée d'Inde, où elle est connue sous le nom de Ford Figo. Il s'agit également d'une version redessinée de la cinquième génération de la Ford Fiesta. La version berline à malle a ensuite été retirée de la gamme du Mexique en février 2012.
Le modèle berline à malle était propulsé par un moteur essence de 1,6 litre avec un seul arbre à cames en tête, couplé à une transmission manuelle à cinq vitesses, d'une puissance maximale de 95 ch (71 kW). La version à hayon est équipée d'un moteur essence Duratec de 1,6 litre à double arbre à cames en tête, qui développe une puissance maximale de 98 ch (73 kW).
Ses dimensions sont : empattement de 2 488 mm, longueur de 4 227 mm, largeur de 1 683 mm et hauteur de 1 487 mm. La capacité du coffre est de 482 dm3.